# Даніел Кандеяш
Даніел Кандеяш (порт. Daniel Candeias, нар. 25 лютого 1988, Форнуш-де-Алгодреш) — португальський футболіст, нападник, фланговий півзахисник клубу «Рейнджерс».

## Клубна кар'єра
Народився 25 лютого 1988 року в місті Форнуш-де-Алгодреш. Вихованець юнацької команди «Порту». Для отримання ігрової практики на сезон 2007/08 Кандеяш був відданий в оренду в «Варзім» з Сегунди.
Повернувшись в рідну команду, 16 серпня 2008 року Кандеяш дебютував за неї, вийшовши на заміну замість Фредді Гуаріна в програному Суперкубку Португалії 2008 року. Втім заграти у складі «драконів» Кандеяш не зумів і провівши за «Порту» лише кілька ігор, він на початку 2009 року на правах оренди перейшов в «Ріу-Аве». Далі Кандеяш також правах оренди грав за іспанське «Рекреатіво» в Сегунді і португальський «Пасуш Феррейра». 9 травня 2010 року Кандеяш забив свій перший гол у Прімейрі, вивівши свою команду вперед у домашній грі з «Ольяненсі».

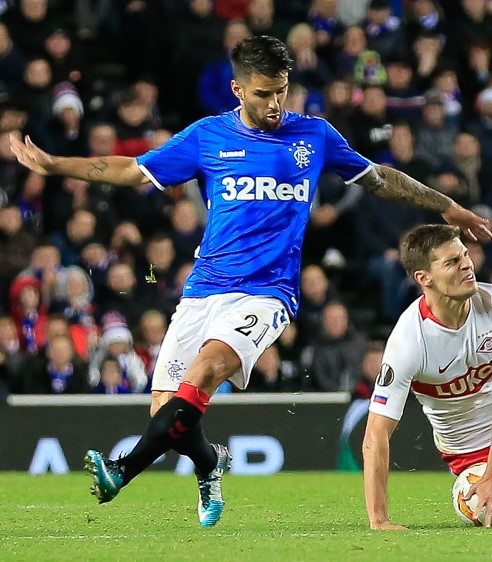
Даніел Кандеяш під час виступів за «Рейнджерс». 2018 рік.

2010 року Даніел перейшов у «Насьонал», який відразу віддав гравця в оренду в «Портімоненсі», де Кандеяш провів один сезон. Після його закінчення він повернувся в «Насьонал», за який виступав наступні 3 роки і забивав за клуб Фуншала в середньому 5 м'ячів в офіційних матчах за сезон.
3 липня 2014 року Кандеяш уклав угоду з «Бенфікою» і незабаром був відданий в оренду клубу німецької Другої Бундесліги «Нюрнберг», а в січні 2015 року — іспанській «Гранаді». Сезон 2015/16 Кандеяш, також будучи в оренді, провів у французькій Лізі 2 за «Мец», а влітку 2016 року він на тих же правах перейшов в «Аланьяспор», новачка турецької Суперліги. Більшість часу, проведеного в оренді у складі усіх цих команд, був основним гравцем команди, але за «Бенфіку» так і не дебютував.
11 червня 2017 року за 700 тис. фунтів перейшов у шотландський «Рейнджерс». Станом на 1 грудня 2018 року відіграв за команду з Глазго 47 матчів в національному чемпіонаті.

## Виступи за збірні
2003 року дебютував у складі юнацької збірної Португалії, взяв участь у 42 іграх на юнацькому рівні, відзначившись 18 забитими голами. З командою до 19 років був учасником юнацького чемпіонату Європи 2007 року в Австрії, де він з командою не вийшов з групи.
2008 року залучався до складу молодіжної збірної Португалії. На молодіжному рівні зіграв у 23 офіційних матчах, забив 3 голи.